# Thierry Morin (football)
Pour les articles homonymes, voir Thierry Morin et Morin.
Thierry Morin, né le 12 décembre 1957 à Saint-Germain-en-Laye, est un footballeur français. Il évolue au poste de défenseur du milieu des années 1970 à la fin des années 1980. Formé au Stade Saint-Germain, il rejoint ensuite le Paris Saint-Germain et remporte avec ce club le titre de champion de France en 1986. Il termine sa carrière au Red Star.

## Biographie
Thierry Morin naît le 12 décembre 1957 à Saint-Germain-en-Laye. Il intègre en 1966 les rangs minimes du Stade Saint-Germain et, lors de la création du Paris Saint-Germain rejoint le centre de formation du club. 
Il fait sa première apparition en équipe première face au Stade de Reims lors de la 20e journée du championnat 1975-1976, rencontre perdue sur le score de trois buts à deux. Il effectue toute sa carrière dans ce club excepté une période trois ans au Red Star. Il devient ensuite formateur au sein du PSG.

## Carrière
- 1975-1986 :  Paris Saint-Germain[5]
- 1986-1989 :  Red Star

## Palmarès
- Champion de France en 1986 avec le Paris Saint-Germain.
- Finaliste de la Coupe de France en 1985 avec le Paris Saint-Germain.